# Taarbæk IF Sunshine
Taarbæk IF Sunshine (Taarbæk I.F., TIF , Taarbæk Idrætsforening) er en mindre fodboldklub i Nordsjælland. Klubben blev etableret den 23. august 1908 og hører til blandt Danmarks ældste. Klubbens bedste hold spiller i Serie 1. Klubben spiller sine hjemmekampe på Springforbi Fodboldbanerne, placeret mellem Øresund og Eremitageslottet.

## Taarbæk Idrætsforening – gennem 100 år
I forbindelse med 100 års jubilæet i 2008 udkom der en bog om klubbens historie. Flemming Henriksen er forfatter til bogen "Taarbæk Idrætsforening – gennem 100 år". I bogen kan man læse om udviklingen af fodbolden og de oplevelser medlemmerne har haft i klubben. Udover hovedhistorien om klubben beskrives arbejdet med at få ændret ”tingstenen til et foderhus”. Problematikken omkring placeringen af banerne i de ellers smukke omgivelser, menneskerne der har betydet noget for klubben, hvordan en klub har holdt kontakt med medlemmerne, hvilket samfund Taarbæk by har været og er i dag og mange andre emner.
På TIF's 100 års jubilæumsdag, blev Flemming Henriksen udnævnt som klubbens 8. æresmedlem for hans arbejde med at skrive bogen om Taarbæk Idrætsforening's 100 års historie. Gennem tiderne har Taarbæk Idrætsforening haft syv personer, som på hver deres måde, har været med til gøre, noget helt ekstraordinært for klubben.
Jubilæet blev afholdt i uge 34, 2008 og blev gæstet af blandt andre FC København, Kjøbenhavns Boldklub, Lyngby Boldklub, Skovshoved Idrætsforening og mange andre nordsjællandske ungdomshold.

## Fusion med FC Sunshine
I august 2022 blev der indgået et samarbejde med Københanverserie klubben FC Sunshine, og klubben kom derefter til at hedder Taarbæk IF Sunshine.

## Æresmedlemmer i Taarbæk Idrætsforening
| Navn               | Født       | Død        | Udnævnt    |
| ------------------ | ---------- | ---------- | ---------- |
| Axel Løvdal        | 06.02.1882 | 28.10.1961 | 1920'erne  |
| Edvard Yde         | 06.04.1895 | 15.04.1964 | 17.04.1929 |
| Gunnar Wiggers     | 11.02.1898 | 28.08.1977 | 27.08.1933 |
| Werner Hansen      | 31.03.1912 | 03.10.1985 | 23.08.1958 |
| Erik Petersen      | 17.02.1922 | 20.12.1974 | 24.08.1968 |
| Niels Jensen       | 29.12.1931 | 10.03.2016 | 29.12.1991 |
| Kaj Landsberger    | 03.11.1934 | 03.06.2002 | 18.04.2002 |
| Flemming Henriksen | 20.03.1968 |            | 23.08.2008 |

## Formænd i Taarbæk Idrætsforening
Taarbæk IF har haft 20 (22) formænd fordelt på 22 perioder.
Normalt fremhæves Alexander Olsen, Edvard Yde og Kaj Landesberger som de største, men alle 22 formænd har sat deres præg på TIF i deres respektive perioder.
| Navn               | Tiltrædelses år | Fratrædelses år |
| ------------------ | --------------- | --------------- |
| Alexander Olsen*   | 1908            | 1910            |
| Theodor Jensen     | 1911            | 1914            |
| Erling Nielsen     | 1914            | 1914            |
| Holger Nielsen     | 1914            | 1915            |
| Axel Løvdal        | 1915            | 1920            |
| Edvard Yde         | 1920            | 1920            |
| N.J. Nielsen       | 1921            | 1922            |
| Edvard Yde         | 1923            | 1928            |
| Ingvar Jensen      | 1929            | 1931            |
| Aage Arnold-Larsen | 1932            | 1937            |
| Kaj Rafsted        | 1938            | 1945            |
| Knud Petersen      | 1946            | 1949            |
| Kaj Rafsted        | 1950            | 1953            |
| Henry Ruud         | 1954            | 1956            |
| Sven-Erik Arnoldus | 1957            | 1961            |
| Elo Jørgensen      | 1961            | 1977            |
| Poul Bløcher       | 1978            | 1983            |
| Poul Erik Andersen | 1984            | 1988            |
| Kaj Landesberger   | 1989            | 2001            |
| Henrik Olsen       | 2002            | 2004            |
| Klaus Frøkjær      | 2005            | 2009            |
| Morten Larsen      | 2009            | -               |

Formandsposten er på valg ved generalforsamlinger i ulige år.
- Klubben havde i sine første to år tre formænd, udover Alexander Olsen var også Lauritz Jensen og E. Duelund formænd. Alexander Olsen er dog anerkendt som stifteren og den første formand af Taarbæk IF.